# Saint-Émilion

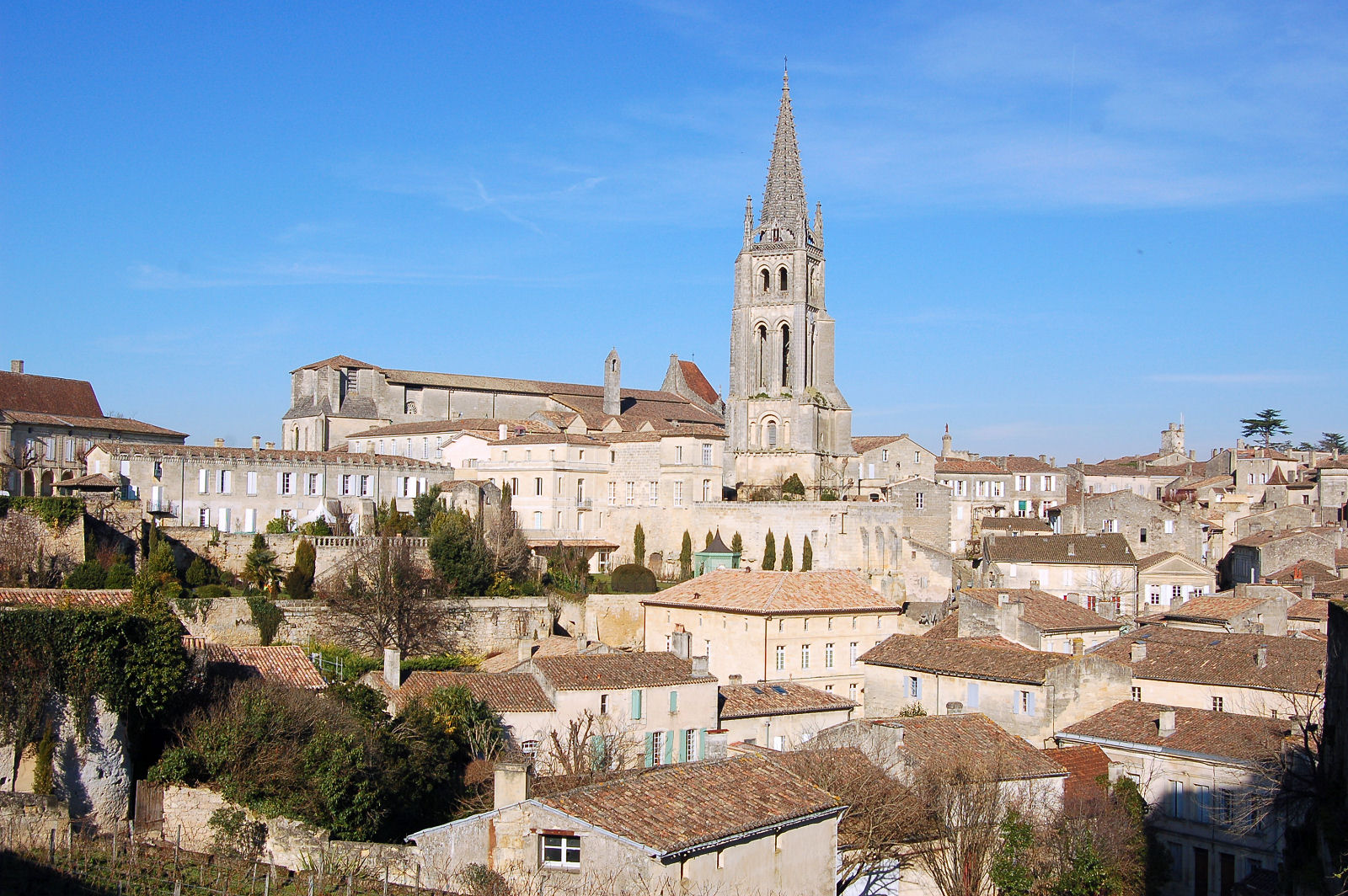
Vy över stadens centrala delar

Saint-Émilion är en stad och kommun nära Bordeaux i departementet Gironde i regionen Nouvelle-Aquitaine i sydvästra Frankrike. Staden har gett sitt namn åt den berömda omkringliggande vinregionen. År 2022 hade Saint-Émilion 1 689 invånare  och ligger på en genomsnittshöjd av 23 meter.

## Historia
Romarna planterade vin i regionen så tidigt som under första århundradet. På 300-talet prisade den latinska poeten Decimus Magnus Ausonius frukten av det välgörande vinet. Så gjorde också Fionnan.
Staden växte fram på 700-talet då Emilian, den resande bekännaren, slog sig ner i en eremitboning huggen i berget.

## Geografi
Saint-Émilion ligger 35 km nordost om Bordeaux, mellan Libourne och Castillon-la-Bataille.

## Sevärdheter
- Romerska kyrkan
- Monolitiska kyrkan, helt huggen ur kalkstensberget

## Vin
Saint-Émilion är en appellation för röda viner. Vinerna består huvudsakligen av Merlot, oftast med en viss andel Cabernet Franc och Cabernet Sauvignon, och är till sin karaktär är något mjukare och rundare än vinerna från distrikt på den västra stranden, Médoc. Jordmånen har en hög halt av kalksten. Goda viner produceras kring själva staden Saint-Émilion och enklare viner produceras närmare floden Dordogne. Vanliga karaktärsdrag för vinerna från St-Émilion är söt, torkad frukt.

## Befolkningsutveckling
Antalet invånare i kommunen Saint-Émilion
Referens: INSEE